# Глушки (Шабалинский район)
Глушки — упразднённая в 2012 году деревня в Шабалинском районе Кировской области России.

## География
Урочище находится в западной части области, на расстоянии приблизительно 19 километров (по прямой) к юго-востоку от Ленинского, административного центра района.
Абсолютная высота — 126 метров над уровнем моря.

### Географическое положение
В радиусе трёх километров:
- выс. Передовой (→ 1.9 км)
- д. Гавренки (↙ 2.1 км)
- выс. Красногорский (↗ 2.3 км)
- д. Криничата (↖ 2.4 км)
- д. Лелеки (↓ 2.6 км)

## История
В «Списке населенных мест Российской империи», изданном в 1876 году, населённый пункт упомянут как казённый починок Пронинской (Глушковская, Мокрецы) Котельнического уезда (1-го стана), при речке Ажваже, расположенный в 74 верстах от уездного города Котельнича.
В 1926 году в административном отношении деревня входила в состав Малаховского сельсовета Красавской волости Котельничского уезда.
Снята с учёта 28.06.2012 Законом Кировской области от 28.06.2012 № 178-ЗО.

## Население
В починке к 1876 году проживало 220 человек (110 мужчин и 110 женщин).
В 1926 году население деревни составляло 446 человек (215 мужчин и 231 женщина).

## Инфраструктура
Было личное подсобное хозяйство. В 1876 году насчитывался 31 двор, в 1926 году — 88 хозяйств, из которых 86 были крестьянскими.

## Транспорт
Просёлочная дорога.